# Sunius manasluensis
Sunius manasluensis – gatunek chrząszcza z rodziny kusakowatych i podrodziny żarlinków (Paederinae).
Gatunek ten opisany został w 2010 roku przez Volkera Assinga.
Chrząszcz o ciele długości od 3 do 3,5 mm, ubarwionym czarniawo z brązowymi czułkami i odnóżami. Głowa nieco szersza niż dłuższa, w przedniej części gęsto i grubo, a w tylnej rzadko punktowana. Oczy duże, znacznie dłuższe niż część głowy za nimi. Przedplecze nieco węższe od głowy, grubo i gęsto punktowane. Pokrywy długości od 0,6 do 0,65 długości przedplecza. Tylne skrzydła całkiem zredukowane. Odwłok najwyżej nieco szerszy od pokryw, pozbawiony palisady włosków na siódmym tergicie. Samiec ma siódmy sternit zwyczajnie zbudowany, ósmy sternit z szerokim i niezbyt głębokim, V-kształtnym wycięciem na tylnym brzegu oraz edeagus z długimi, prostymi, tylko na szczycie lekko zakrzywionymi zesklerotyzowanymi strukturami wewnętrznymi, a wyrostkiem brzusznym krótszym i grubszym niż u S. cameroni, ale wierzchołkowo smuklejszym niż u S. bouddha. 
Owad znany wyłącznie z gór Manaslu w środkowym Nepalu, z wysokości około 2500 m n.p.m..